# Guglielmo Pallavicino

Stemma dei Pallavicino.

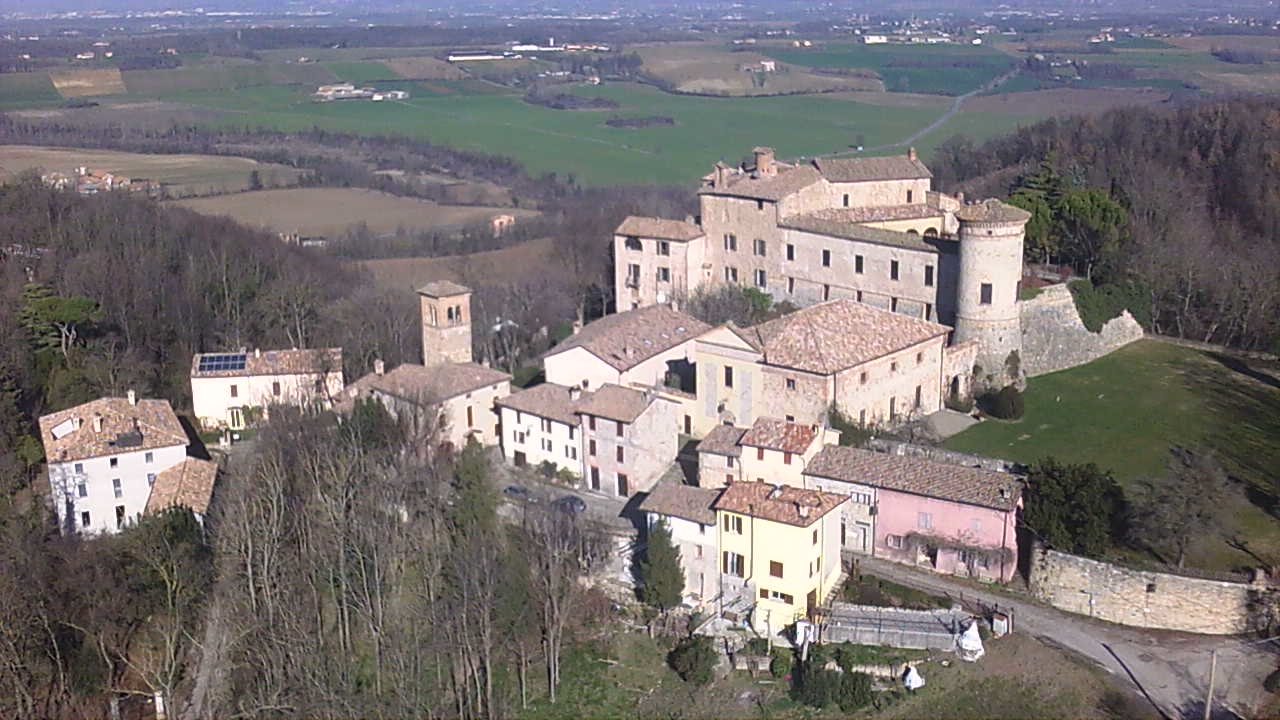
Scipione Castello

Guglielmo Pallavicino (... – Cremona, 1360) è stato un militare e politico italiano.

## Biografia
Fu figlio del marchese Manfredo Pallavicino (?-1315), del ramo dei "Pallavicino di Scipione".
Da sempre al servizio dei Visconti, nel 1339 venne da questi mandato come podestà e capitano di Como. Nel 1340 fu inviato come luogotenente a governare Asti. Verso il 1350 appoggiò il condottiero ghibellino Pier Saccone Tarlati contro i fiorentini. Nel 1353 il signore di Milano ed arcivescovo Giovanni Visconti lo incaricò di trattare la pace con Firenze. Nello stesso anno il Visconti divenne signore di Genova e il 9 ottobre proclamò il Pallavicino governatore della città. Nel 1354 Giovanni Visconti morì e il Pallavicino cercò di assecondare la smania di conquista di nuovi territori da parte dei tre nipoti successori (Matteo, Bernabò e Galeazzo) limitando l'autorità popolare, ma fu costretto a subire il dissenso dell'assemblea popolare. I nipoti, nel 1355, provvidero a nominare prima Luchino Dal Verme (1355-1356) e a metà anno del 1356 Gaspare Visconti a governatori di Genova. Alla fine del 1356 i Visconti, con l'intento di riappacificare i genovesi, liberarono Simone Boccanegra (già doge della città dal 1339 al 1345), tenuto in ostaggio a Milano, e lo inviarono a Genova. Ma costui si unì al popolo in rivolta e il 15 novembre 1356 fu proclamato doge per la seconda volta. Guglielmo Pallavicino fu costretto a dimettersi e ad uscire dalla città.
Morì nel 1360 a Cremona e venne sepolto nel duomo della città.

## Discendenza
Guglielmo sposò Giovanna Terzi (?-1401) ed ebbero un figlio, Uberto.